# Yngwie J. Malmsteen
Yngwie Johann Malmsteen (Stockholm, 1963. június 30. –) svéd gitáros. A neoklasszikus metal keresztapja, hiszen az első olyan gitárosok közé tartozik, akik a heavy metalt komolyzenei elemekkel ötvözték.
18 éves koráig számos együttesben játszott, melyek közül mára az Alcatrazz nevű banda maradt a legismertebb a rajongók körében.
Yngwie számos együttesben játszott az elmúlt húsz évben, legjellemzőbb azonban szólóprojektje az Yngwie Malmsteen's Rising Force. Az elmúlt években (például 2003-ban) Malmsteen a G3 projekt keretein belül együtt turnézott Joe Satriani-val és Steve Vai-jal. Malmsteen-ra jelentős hatást gyakorolt a Rainbow, a Deep Purple, Jimi Hendrix, Johann Sebastian Bach és Niccolò Paganini zenéje.
A Fender 2007-től saját Artist Series modellt készít a tiszteletére.

## Korai évek
Már kisgyerekként elkezdett gitározni tanulni. Ebben főleg Jimi Hendrix és Ritchie Blackmore zenéje inspirálta. 7 éves korában Jimi Hendrix halála kapcsán megemlékezést látott a TV-ben, ennek hatására döntött a gitározás mellett. Gitártanárhoz sosem járt. Yngwie szüleinek házassága – apja katonatiszt (kém), anyja művészi szabad lélek – nem tartott sokáig, nem sokkal Yngwie születése után, 2 éves korában elváltak. Anyja Rigmor, nővére Ann Louise és bátyja Bjorn különösen nagy szeretettel gondoskodtak róla. Engedékeny családi légkörben nőtt föl. Yngwie (ezt a nevet anyja, egyik régi fiújától vette) vad volt és engedetlen, mint egy igazi elkényeztetett gyerek.
A klasszikus zenét nővére jóvoltából szerette meg. Fő hatásainak Bach, Beethoven, Vivaldi és Mozart zenéjét említi.
Mániákusan gyakorolt napi 9-12 órát, míg az ujjai nem véreztek, ezért anyja megengedte, hogy iskolaidőben is a hangszerrel foglalkozzon.
10 éves korában ismerkedett meg a XIX. században élt legendás képességű olasz hegedűvirtuóz Niccolò Paganini munkásságával. Paganini nagy kihívást jelentő 24 capricciója adta a kezdő löketet Malmstennak, hogy miként ötvözze a klasszikus muzsikát a rockzenével. Sőt még a kritikához és a sajtóhoz való hozzáállásához is Paganini hivalkodó stílusáról és hírhedt egoizmusáról vett példát.
Tizenévesként több svéd zenekarban is játszott, de 18 évesen – a svéd popzene-ipar okozta frusztrációt megelégelve – az USA-ba ment, és ott próbált szerencsét.

## 1980-as évek
A 80-as évek elején szétküldte demóit a nagyvilágba. Így figyelt fel rá Mike Varney a Shrapnel kiadó főnöke, aki azonnal szerződést ajánlott neki.
Nem sokkal ezután Malmsteen a Steeler zenekar gitárosaként mutatkozott be, az 1983-as Steeler névre keresztelt albumon.
Ezt követően ahhoz az Alcatrazz együtteshez csatlakozott, ahol a korábbi Rainbow énekes Graham Bonnett állt a mikrofon mögött. Az 1983-as No Parole from Rock N' Roll lemezt viszonylag gyorsan követte a Live Sentence koncertlemez.
1984-ben azonban Malmsteen szólópályára tért, utóda Steve Vai lett.
1984-ben adta ki debütáló albumát, mely Rising Force címmel jelent meg a Polydor gondozásában. A korong megjelenése után Malmsteen a kor vezető gitárosai között találta magát, a Rising Force új fejezetet mutatott az ifjú gitárosoknak is. A szinte teljesen instrumentális korongon Barriemore Barlow (ex Jethro Tull) dobolt, és az akkor még ismeretlen Jeff Scott Soto énekelt, míg a billentyűs hangszereken a Stratovarius billentyűse Jens Johansson játszott.
A Rising Force elnyerte a Guitar Player magazin legjobb rockalbum díját, valamint felkerült a Billboard eladási listájára is, Yngwie pedig Grammy jelölést kapott a "Legjobb Rockzenei Hangszeres Előadás" kategóriában.
A folytatás 1985-ben Marching Out címmel jelent meg, melyen már Anders Johansson dobolt és csatlakozott Marcel Jacob is, mint basszusgitáros.
Az 1986-os Trilogy lemezre Marcel és Soto kilépett. Így az anyagon már Mark Boals énekelt.
Azonban már Boals is hamar kikerült a zenekarból, helyére Joe Lynn Turner került, aki korábban a Rainbow énekeseként tett szert világhírnévre.
Szintén 1987-ben Malmsteen autóbalesetet szenvedett, ami olyan súlyos volt, hogy egy percre meghalt, újraélesztése után 8 napot pedig kómában töltött. Anyja 6 hónappal később meghalt rákban.
Az 1988-as Odyssey album Turner énekével készült, a basszusgitárt pedig Bob Daisley kezelte.
A lemez legismertebb dala a "Heaven Tonight" kislemezen is megjelent, majd a zenekar egy koncertlemezt jelentetett meg Trial by Fire: Live in Leningrad címmel.

## 1990-es évek
1990-re Malmsteen teljesen új zenekart szervezett maga köré. Az Eclipse lemezen már Göran Edman énekelt, Mats Olausson játszott billentyűs hangszereken, Michael Von Knorring dobolt és Svante Henryson basszusgitározott.
1991-ben egy válogatás jelent meg a The Yngwie Malmsteen Collection, melyet 1992-ben követett új nagylemez. A Fire and Ice anyagon már Bo Werner dobolt, bár a korábbi ütős Michael Von Knorring is hallható volt a lemezen.
Szintén 1992-ben megházasodott, egy svéd popénekesnőt vett el feleségül.
1993-ban tévesen letartóztatták fegyveres túszejtésért, de hamar sikerült tisztáznia magát.
1994-ben szinte már menetrendszerűen érkezett az új lemez, a The Seventh Sign Michael Vescera énekessel, és Mike Terrana dobossal. Szintén ebben az évben egy EP is megjelent az I Can't Wait. Azonban sem a Fire and Ice sem a The Seventh Sign nem tudta megismételni a korábbi sikereket. Ekkora a heavy metal már idejétmúltnak számított (főleg az USA-ban), ekkora már nem sokan voltak kíváncsiak a 80-as évek metal zenéjére, inkább a grunge hódított szerte a világban.
Ennek ellenére Malmsteen nem lassított a tempón, 1995-ben már meg is jelent a Magnum Opus album, melyen Barry Sparks basszusgitározott és Shane Gaalaas dobolt.
1996-ban egy feldolgozásalbum az Inspiration jelent meg, melyen Malmsteen Jimi Hendrix, Ritchie Blackmore, a Rush, a Scorpions, az UK és a Kansas előtt tiszteleg.
Az 1997-es Facing the Animal lemezen már Mats Leven énekelt, Barry Dunaway basszusgitározott, valamint Cozy Powell dobolt.
A turnén Cozy Powell halála miatt már Jonas Ostman dobolt. A körút Brazíliai állomását rögzítették, mely a Double Live! koncertlemezen vált hozzáférhetővé.
1998-ban jelent meg a Concerto Suite for Electric Guitar and Orchestra lemeze, melyen Yngwie a cseh filharmonikus zenekarral fogott össze.
Az 1999-es Alchemy lemezen már Mark Boals énekes és John Macaluso dobos volt hallható.

## 2000-es évek
A 2000-es évet a War to End All Wars albummal nyitotta, de nem sokkal később Mark Boals elhagyta a zenekart. Yngwie ezt követően Jørn Lande énekessel indult turnéra. 2002-ben Japánban színpadra vitte a Japán Filharmonikusok segítségével a Concerto Suite for Electric Guitar and Orchestra albumot, melyről felvétel is készült Concerto Suite Live címmel.
A következő Attack! albumon már az a Doogie White énekelt aki korábban a Rainbowban is megfordult, de Derek Sherinian billentyűs neve sem volt ismeretlen a rockrajongók előtt, a dobok mögött pedig egy svéd zenész Patrick Johansson ült.
2003-ban részt vett a G3 turnén Joe Satriani és Steve Vai társaságában.
2005-ben Joakim Svalberg billentyűssel jelent meg a gyenge kritikákban részesült Unleash the Fury album.
2007-ben felkérést kapott a Guitar Hero játék 2. részéhez, valamint végérvényesen szakított az alkohollal és a dohányzással.
2008-ban kilépett Doogie White énekes, helyére Tim 'Ripper' Owens került, akivel Malmsteen már dolgozott korábban egy 2000-ben megjelent Ozzy Osbourne tribute album révén.
Közös munkájuk gyümölcse a Perpetual Flame album, melyen ismét Derek Sherinian kezelte a billentyűs hangszereket.
2008-ban külenleges vendégként szerepelt a VH1 zenecsatorna "That Metal Show" műsorában.
2009-ben jelent meg az Angels of Love lemez, melyre legismertebb balladái kerültek fel.
Ugyancsak 2009-ben a Time magazin 9. helyre sorolta a "10 legjobb elektromos gitáros" kategóriában.
2009 végén saját kiadót alapított Rising Force Records néven.
Malmsteen köztudottan nagy Ferrari rajongó. Egy 1985-ös GTS 308 modell, és egy 1962-es tűzpiros 250 GTO is volt már a birtokában.
Az ekluzív autócsodák gyűjtése mellett, hobbija a gitárok gyűjtése is, több száz gitár van a birtokában. Autók terén a Ferrarit tartja etalonnak, órák terén a Rolex, míg gitárerősítők esetében a Marshall termékeit favorizálja.

## Stílus, hangszer
Yngwie Malmsteent szokás a neoklasszikus metal keresztapjaként is emlegetni. Ugyan már 1983-as felbukkanás előtt is voltak akik komolyzenei elemekkel gazdagították a rockgitározást (Ritchie Blackmore, Uli Jon Roth, Randy Rhoads), de Malmsteen sebessége és egyéni megközelítése révén új fejezetet nyitott a rockgitározás történetében. Az 1985-ben megjelent első lemeze a Rising Force megjelenése után, tucatjával jelentek meg az olyan villámkezű gitárosok, akik a komolyzenéből merítettek ihletet.
Zenéje gyors és tüzes,  erőteljes barokk frázisokkal,  és gótikus kompozíciós jelleggel.
Fénykorát kétségkívül a 80-as években élte, hírneve a sebességorientált gitározás letűnésével jelentősen csökkent. Ebben az a tény is közrejátszott, hogy karrierje kezdete óta nagyon csekély mértékű fejlődést produkált.
Jellegzetesen "koszos", finoman overdrive-ozott gitárhangzása védjegyének számít, aminek elérése érdekében kizárólag Fender gitárokat és Marshall erősítőket használ. Koncerteken seregnyi erősítőt használ (28 db fej, 31 db láda), és igen túlvezérelt hangszeren játszik, ezért gitárjába korábban DiMarzio, 2010 óta Seymour Duncan YJM Fury  hangszedőket rak, hogy játéka gerjedés és zajmentes legyen.
Legendás gitárja a „The Duck” becenevű, mely vintage white (krémszerű) színéről és a fejére ragasztott Donald kacsát ábrázoló matricáról kapta a nevét. A test hátulján egy Ferrari matrica is a gitár jellegzetességei közé tartozik. A hangszer másolata is piacra került, az eredetihez hű sérülésekkel és rozsdafoltokkal.
Gitárjain ún. "scallopped" fogólap található, melyet maga készített el. A normál gitárokkal szemben itt a fogólap az érintők között ki van mélyítve, így oldalról nézve "taréjosan hullámos" a nyak felülete. Bár gyors futamokat nehezebb rajta eljátszani, mint a normál gitárok esetében, viszont a nyújtások szebben kivitelezhetők, sőt akár egész akkordok is hajlíthatóvá válnak.
Malmsteen már tudta, hogy ezt az eljárást a XVII. század hangszerkészítői már alkalmazták különböző húros hangszereknél, így innen vette az ötletet, hogy esetleg elektromos gitárnál is működhet.

## Felszerelés
- Gitárok:

Fender Yngwie Malmsteen Signature Stratocaster
- Erősítő:

28 db Marshall JMP-50 MKII fej 31 db 4x12-es Marshall ládával. 2011 óta saját signature Marshall YJM100 fejeit használja.
- Pedálok:

Dunlop Cry Baby Wah, Vox Flanger
- Rack felszerelés:

2 db Korg DL-8000R Delay, T.C. Electronic G-Force multieffekt, Korg SDD-2000 Digital Delay, Rocktron Hush IICX Noise Gate

## Szólóalbumok
- Rising Force (1984)
- Marching Out (1985)
- Trilogy (1986)
- Odyssey (1988)
- Trial by Fire – Live in Leningrad (1989)
- Eclipse (1990)
- The Yngwie Malmsteen Collection (1991)
- Fire & Ice (1992)
- The Seventh Sign (1994)
- Power and Glory (1994)
- I Can't Wait (1994)
- Magnum Opus (1995)
- Inspiration (1996)
- Inspiration (Expanded) (1996)
- Facing the Animal (1997)
- Concerto Suite for Electric Guitar and Orchestra in E flat minor, Opus 1 (1998)
- Yngwie Malmsteen live (1998)
- Alchemy (1999)
- Anthology 1994-1999 (2000)
- Best of Yngwie Malmsteen 1990-1999 (2000)
- Concerto Suite – Live from Japan (2000)
- War to End All Wars (2000)
- The Genesis (2002)
- Attack (2002)
- G3 live (2004)
- Unleash the Fury (2005)
- Perpetual Flame (2008)
- Angels of Love (2009)
- High Impact (2009)
- Relentless (2010)
- Spellbound (2012)
- World On Fire (2016)
- Blue Lightning (2019)

## Alkalmi formációk, vendégzenélések
- Smoke on the water – A tribute to Deep Purple & Rainbow (1994)
  - 01. Speed King (Deen Castronovo, Todd Jensen, Jens Johansson, Kelly Keeling, Yngwie Malmsteen, Russ Parrish)
  - 05. Lazy (Deen Castronovo, Todd Jensen, Jens Johansson, Yngwie Malmsteen, Russ Parrish, Joe Lynn Turner)
- Johansson – Sonic Winter (1997)
  - 04. Enigma Suite 11:18
  - 06. All Opposable Thumbs 8:33
- Bat Head Soup – A Tribute to Ozzy (2000)
  - 01. Mr. Crowley 4:56 (Tim "Ripper" Owens, Yngwie Malmsteen, Tim Bogert, Tommy Aldridge, Derek Sherinian)